# Bisbat d'Asti
El bisbat d'Asti (italià: Diocesi di Asti; llatí: Dioecesis Astensis) és una seu de l'Església catòlica, sufragània de l'arquebisbat de Torí, que pertany a la regió eclesiàstica Piemont. El 2012 tenia 142.900 batejats d'un total de 155.900 habitants. Actualment està regida pel bisbe Francesco Guido Ravinale.

## Territori
La diòcesi d'Asti comprèn una superfície de 1.451 km² i ocupa part de la província d'Asti, a més d'alguns municipis de la província de Torí i de la província d'Alessandria. Limita al nord amb l'arxidiòcesi de Torí i amb la diòcesi de Casale Monferrato, a l'est amb la diòcesi d'Alessandria, al sud amb les d'Acqui i la d'Alba i, a l'oest, també amb l'arxidiòcesi de Torí.
La seu episcopal és la ciutat d'Asti, on es troba la catedral de Santa Maria Assunta e San Gottardo
El territori de la diòcesi d'Asti està dividit en 5 zones pastorals, formades per 128 parròquies.

### Les zones pastorals
Zona urbanala zona urbana o ciutadana d'Asti comprèn les parròquies de la catedral de Santa Maria Assunta, Santa Caterina, San Martino, San Paolo, San Secondo, San Silvestro, Santa Maria Nuova, nostra Signora di Lourdes, Revignano i Vaglierano, Casabianca, Valleandona, Montegrosso Cinaglio, Sacro Cuore, Variglie, Santissima Annunziata di Ponte Tanaro, San Quirico, San Fedele, San Pietro, San Domenico Savio, San Giovanni Bosco, Viatosto.
Zona Asti Oest San Vincenzo, Santi Cosma e Damiano, San Pietro, Gorzano, Vascagliana, Cisterna, San Matteo, San Martino Alfieri, Ferrere, Tigliole, Pratomorone, Antignano, Celle Enomondo, Revigliasco, Villafranca d'Asti, Cantarana, Roatto, Maretto, Baldichieri d'Asti, Castellero, Cortandone, Monale, Villanova d'Asti, Savi, San Paolo Solbrito, Dusino San Michele, Valfenera, Villata, Isolabella, Cellarengo, Pralormo.
Zona Asti NordMontafia, Vignale, Capriglio, Cortazzone, Piovà Massaia, Albugnano, Mondonio, Pino, Cerreto, Montechiaro, Piea, Cortanze, Soglio, Villa San Secondo, Cossombrato, Corsione, Cunico, Frinco, Settime, Camerano Casasco, Cinaglio, Chiusano, Mombarone, Sessant, Serravalle.
Zona Asti SudMongardino, San Marzanotto, Montegrosso d'Asti, Agliano Terme, Vallumida, Santo Stefano, Vigliano d'Asti, Montaldo Scarampi, Mombercelli, Castelnuovo Calcea, Belveglio, Vinchio, Noche, Isola Santa Caterina, Isola San Pietro, Repergo, Costigliole d'Asti, Madonnina, Santa Margherita, Sant' Anna, Santissima Annunziata, Loreto, Motta, Boglietto, Bionzo, Colosso, Piana del Salto.
Zona Asti EstCastell'Alfero, Callianetto, Portacomaro Stazione, Frinco, Castiglione, Portacomaro, Migliandolo, Scurzolengo, Caniglie, Castagnole Monferrato, Refrancore, Viarigi, Accorneri, Quarto, Valenzani, Castello di Annone, Crocetta, Cerro Tanaro, Rocchetta Tanaro, Rocca di Arazzo, Montemarzo, Azzano d'Asti, Santa Caterina di Rocca d'Arazzo, Quattordio, Masio, Abbazia

## Història
La diòcesi d'Asti es remunta al segle iv. El primer bisbe d'Asti, històricament documentat, va ser el bisbe Pastore, que va intervenir en un sínode provincial de Milà en 451.
Al principi, la diòcesi incloïa un vast territori que incloïa la diòcesi de Mondovi, part dels d'Alba, d'Alessandria, de Casale i de Cuneo, i algunes parròquies de Torí i Fossano. El territori va ser més tard es va reduir per les ereccions de les diòcesis d'Alexandria (1075), de Mondovi (1388), Casale (1474), de Saluzzo (1511), i de Fossano (1592).
Els bisbes d'Asti, a la segona meitat del segle x va obtenir dels emperadors saxons el poder temporal i espiritual de la ciutat i un ingent patrimoni per a la immensa diòcesi.
Asti, sota l'episcopat del bisbe Rozone (segle x), va ser breument agregat a la diòcesi d'Alba. Però va ser Oddone III qui el 1091 va obtenir el poder comtal sobre la ciutat i el seu territori.
El 1775 es va inaugurar el nou Seminari Episcopal, obra de Benedetto Alfieri, a iniciativa del bisbe Paolo Maurizio Caissotti (1761-1786).
El mateix bisbe el 17 de maig de 1784 va renunciar del poder temporal en benefici del Regne de Sardenya, obtenint del rei Victor Amadeu III el títol de Príncep de l'Església d'Asti, així com una dotació anual.
Amb el període napoleònic abadies, monestirs i llocs de culte van ser espoliats de mobles i venuts en subhasta, altres van caure en mal estat i molts van ser destruïts. Molts ordes monàstics van ser suprimits, canviant la mida de la presència religiosa a la diòcesi d'Asti. La seu del mateix bisbe va romandre vacant durant gairebé una dècada.
Entre els segles XIX i xx, la diòcesi va florir mitjançant una gran vocació cap a les iniciatives socials i missioneres. Entre els molts religiosos astinians dedicats a l'obra social destaca la figura de Sant Giuseppe Marello, fundador dels Oblats de Sant Josep i el cardenal Guglielmo Massaia, missioner a Etiòpia.
La diòcesi d'Asti té un setmanari d'informació denominat Gazzetta d'Asti fundat el 1899.

## Cronologia episcopal
- Sant'Aniano (segle v)[1]
- Sant'Anastasio (segle v)[1]
- Pastore (449 - 451)
- Maiorano (citat el 465)
- Secondo (segle vi)[1]
- Benenato (citat el 680)
- Evasio (685 - 713)[1]
- Evasino (segle viii)[1]
- Egidolfo (floruit el 864)
- Ilduino (876 - 1 d'agost de 880)
- Giuseppe (15 de febrer de 881 - mort el novembre de 887)
- Staurace (gener de 892 - mort el gener de 899)
- Eilolfo (juny de 901 - mort el març de 902)
- Audace (juliol de 904 - mort el març de 926)[2]
- Bruningo (novembre de 937 - mort el gener de 964)
- Rozone (inicis d'abril de 967 - mort el juliol de 989)
- Pietro (19 de juliol de 992 - setembre de 1005, mort o deposat)
- Alrico (1008 - mort el 4 de maig de 1034)
- Oberto I (floruit el de juny de 1037)
- Pietro II (novembre de 1040 - juny de 1043 renuncià)
- Guglielmo (vers 1044 - 1049 vers)
- Girelmo (vers 1054 - mort el maig de 1065)
- Ingone (vers 1066 - mort el 3 de novembre de 1079)
- Oddone o Ottone III (25 de juny de 1080 - mort el juliol de 1098)
- Landolfo di Vergiate (setembre de 1103[3] - mort el juny de 1132)
- Oddone o Ottone IV (inicis d'abril de 1133 - mort el 8 d'agost de 1142[4])
- Nazario I (citat al de setembre de 1143)
- Anselmo (novembre de 1148 - mort al final d'agost de 1172)
- Guglielmo di Cabriano (juliol de 1173 - 11 de febrer de 1191 nomenat arquebisbe de Ravenna)
- Nazario II (5 de maig de 1192 - 20 de març de 1196)
- Bonifacio I (maig de 1198 - 29 de gener de 1206 destituït)
  - Sede vacante (1206-1210)[5]
- Guidetto (juliol de 1210 - mort el 1218)
- Giacomo (1219 - mort el 1236)
- Oberto II (12 de juny de 1236 - mort el 28 de setembre de 1243)
- Bonifacio II (1243 - mort el 1260)
- Corrado Radicati (de març de 1260 - mort el 31 d'octubre de 1282)
- Oberto III (1282 - mort el 18 de setembre de 1293)
- Guido II Valperga (20 de setembre de 1295 - mort el 10 de juny de 1327)
- Arnaldo De Rosette (17 d'abril de 1327 - mort el 1348)
- Baldracco Malabayla (15 d'agost de 1348 - mort el 1354)
- Giovanni Malabayla (3 de juliol de 1355 - 11 d'agost de 1376 nomenat bisbe de Saint-Jean de Maurienne)
- Francesco Morozzo (11 d'agost de 1376 - mort el 1380)[6]
- Francesco II Galli dei Piacentini (1381 - mort el 5 de maig de 1408)[7]
- Alberto Guttuario, O.S.B. (11 desembre de 1409 - mort el 16 de juliol de 1439)
- Bernardo Landriano (31 d'agost de 1439 - 18 de març de 1446 nomenat bisbe de Como)
- Filippo Baudone Roero, O.P. (2 d'octubre de 1447 - mort el 9 de juny de 1469)
- Scipione Damiano (18 desembre de 1469 - mort el 17 de juliol de 1473)
- Vasino Malabayla (6 d'agost de 1473 - renuncià el 1475)
- Pietro Damiano (23 d'agost de 1475 - mort el novembre de 1496)
- Raffaele di Ceva, O.F.M. (16 de novembre de 1496 - 26 de juliol de 1499 nomenat bisbe de Melfi)
- Antonio IV Trivulzio (26 de juliol de 1499 - 31 de juliol de 1508 nomenat bisbe de Piacenza)
- Alberto Roero (31 de juliol de 1508 - 6 de setembre de 1508 nomenat bisbe de Pesaro)
- Antonio IV Trivulzio (9 de gener de 1509 - 26 de setembre de 1519 nomenat bisbe de Piacenza) (per segon cop)
- Vasino II Malabayla (26 de setembre de 1519 - mort el 21 de març de 1525)
- Fernando de Gerona, O.S.A. (12 de maig de 1525 - 23 de març de 1528 nomenat bisbe de Venosa)
- Ambrogio Talento (23 de març de 1528 - mort el 1528)
  - Agostino Trivulzio (25 de setembre de 1528 - 16 de juliol de 1529 renuncià) (administrador apostòlic)
- Scipione Roero (16 de juliol de 1529 - mort el 1536)
  - Agostino Trivulzio (1536 - renuncià el 1547) (administrador apostòlic, per segon cop)
- Bernardino della Croce, B. (27 d'abril de 1547 - 24 de setembre de 1548 nomenat bisbe de Como)
- Gaspare Capris (14 de juliol de 1550 - 19 d'octubre de 1568)
- Domenico della Rovere, O.P. (23 de març de 1569 - 19 de març de 1587)
- Francesco Panigarola, O.F.M. (28 de setembre de 1587 - 31 de maig de 1594)
- Cesare Benso (24 d'octubre de 1594 - 18 desembre de 1595)
- Giovanni Stefano Aiazza (13 de maig de 1596 - 27 d'octubre de 1618)
- Isidoro Pentorio, B. (18 de febrer de 1619 - cap a la seva mort l'agost de 1622)
- Ottavio Broglia (11 de març de 1624 - cap a la seva mort l'octubre de 1647)
  - Sede vacante (1647-1655)
- Paolo Vincenzo Roero, B. (25 d'octubre de 1655 - cap al la seva mort l'octubre de 1665)
- Marc'Antonio Tomati (11 de gener de 1666 - cap a la seva mort el 7 de gener de 1693)
- Innocenzo Milliavacca (8 de juny de 1693 - cap a la seva mort el 21 de febrer de 1714)
  - Sede vacante (1714-1727)
- Giovanni Todone (25 de juny de 1727 - cap a la seva mort el 5 de març de 1739)
- Giuseppe Felissano (17 d'abril de 1741 - 1 d'abril de 1757)
- Giovanni Filippo Antonio San Martino (18 de juliol de 1757 - cap a la seva mort el 7 de juny de 1761)
- Paolo Maurizio Caissotti C.O. (19 d'abril de 1762 - cap a la seva mort l'8 d'agost de 1786)
- Pietro Arborio Gattinara (15 de setembre de 1788 - cap a la seva mort el 12 de gener de 1809)
  - Sede vacante (1809-1818)
  - Francesco Andrea Dejean (18 de febrer de 1809 - 4 de maig de 1814) (il·legítim)
- Antonino Faà di Bruno (16 de març de 1818 - cap a la seva mort el 10 de novembre de 1829)
  - Sede vacante (1829-1832)
- Michele Amatore Lobetti (24 de febrer de 1832 - cap a la seva mort el 21 de març de 1840)
- Filippo Artico (14 desembre de 1840 - cap a la seva mort el 21 desembre de 1859)
  - Sede vacante (1859-1867)
- Carlo Savio (27 de març de 1867 - cap a la seva mort l'1 de juliol de 1881)
- Giuseppe Ronco (18 de novembre de 1881 - cap a la seva mort el 5 d'agost de 1898)
- Giacinto Arcangeli (28 de novembre de 1898 - cap a la seva mort el 6 de febrer de 1909)
- Luigi Spandre (12 de juny de 1909 - cap a la seva mort l'1 d'abril de 1932)
- Umberto Rossi (14 de maig de 1932 - cap a la seva mort el 6 d'agost de 1952)
- Giacomo Cannonero (11 de novembre de 1952 - cap a la seva mort l'1 d'agost de 1977)
- Nicola Cavanna (1 d'agost de 1977 - cap a la seva mort el 20 de febrer de 1980)
- Franco Sibilla (8 de setembre de 1980 - cap al 16 de març de 1989 renuncià)
- Severino Poletto (16 de març de 1989 - 19 de juny de 1999 nomenat arquebisbe de Torí)
- Francesco Guido Ravinale, des del 21 de febrer de 2000

## Astigians amb càrrecs en altres diòcesis
- Enrico Alfieri, vicari de l'Orde dels Conventuals Franciscans el 1387, al mateix any va ser elegit Ministre General de l'orde franciscà, càrrec que manté fins a la seva mort el 1405.
- Sant Bruno d'Asti, canonge de la catedral, després abat de Montecassino i bisbe de Segni (1123)
- Guala da Castellino, bisbe de Savona nel 1191
- Guglielmo Braida, bisbe d'Alba el 1238
- Ruffino Colombo, bisbe de Savona el 1278

## Estadístiques
El 2010, la diòcesi tenia 142.900 batejats sobre una població de 155.900 persones, equivalent al 91,7% del total. El nombre de practicants catòlics és desconegut.
| any  | població | població | població | sacerdots | sacerdots       | sacerdots       | sacerdots             | diaques | religiosos | religiosos | parroquies |
| ---- | -------- | -------- | -------- | --------- | --------------- | --------------- | --------------------- | ------- | ---------- | ---------- | ---------- |
| any  | batejats | total    | %        | total     | clergat secular | clergat regular | batejats por sacerdot | diaques | homes      | dones      |            |
| 1950 | 152.626  | 152.978  | 99,8     | 345       | 278             | 67              | 442                   |         | 392        | 350        | 131        |
| 1959 | 145.000  | 145.318  | 99,8     | 309       | 259             | 50              | 469                   |         | 52         | 550        | 138        |
| 1970 | 150.000  | 151.250  | 99,2     | 230       | 200             | 30              | 652                   |         | 35         | 510        | 139        |
| 1980 | 159.500  | 160.500  | 99,4     | 228       | 178             | 50              | 699                   | 3       | 61         | 435        | 139        |
| 1990 | 149.776  | 152.042  | 98,5     | 174       | 154             | 20              | 860                   | 7       | 25         | 306        | 128        |
| 1999 | 148.742  | 152.063  | 97,8     | 161       | 125             | 36              | 923                   | 7       | 43         | 295        | 128        |
| 2000 | 149.019  | 153.987  | 96,8     | 154       | 123             | 31              | 967                   | 7       | 37         | 274        | 128        |
| 2001 | 147.500  | 154.260  | 95,6     | 150       | 117             | 33              | 983                   | 7       | 40         | 258        | 128        |
| 2002 | 147.400  | 154.500  | 95,4     | 140       | 111             | 29              | 1.052                 | 6       | 36         | 234        | 128        |
| 2003 | 148.500  | 152.000  | 97,7     | 145       | 111             | 34              | 1.024                 | 6       | 42         | 235        | 128        |
| 2004 | 148.401  | 153.401  | 96,7     | 137       | 104             | 33              | 1.083                 | 6       | 41         | 209        | 128        |
| 2006 | 147.900  | 153.220  | 96,5     | 140       | 102             | 38              | 1.056                 | 6       | 45         | 193        | 128        |
| 2012 | 142.900  | 155.900  | 91,7     | 121       | 84              | 37              | 1.180                 | 11      | 39         | 169        | 126        |